# Fitchers Vogel

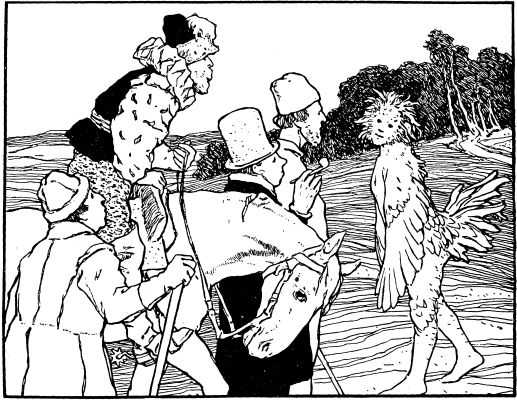
Illustration von Otto Ubbelohde, 1909

Fitchers Vogel ist ein Märchen (ATU 311). Es steht in den Kinder- und Hausmärchen der Brüder Grimm an Stelle 46 (KHM 46).

## Inhalt

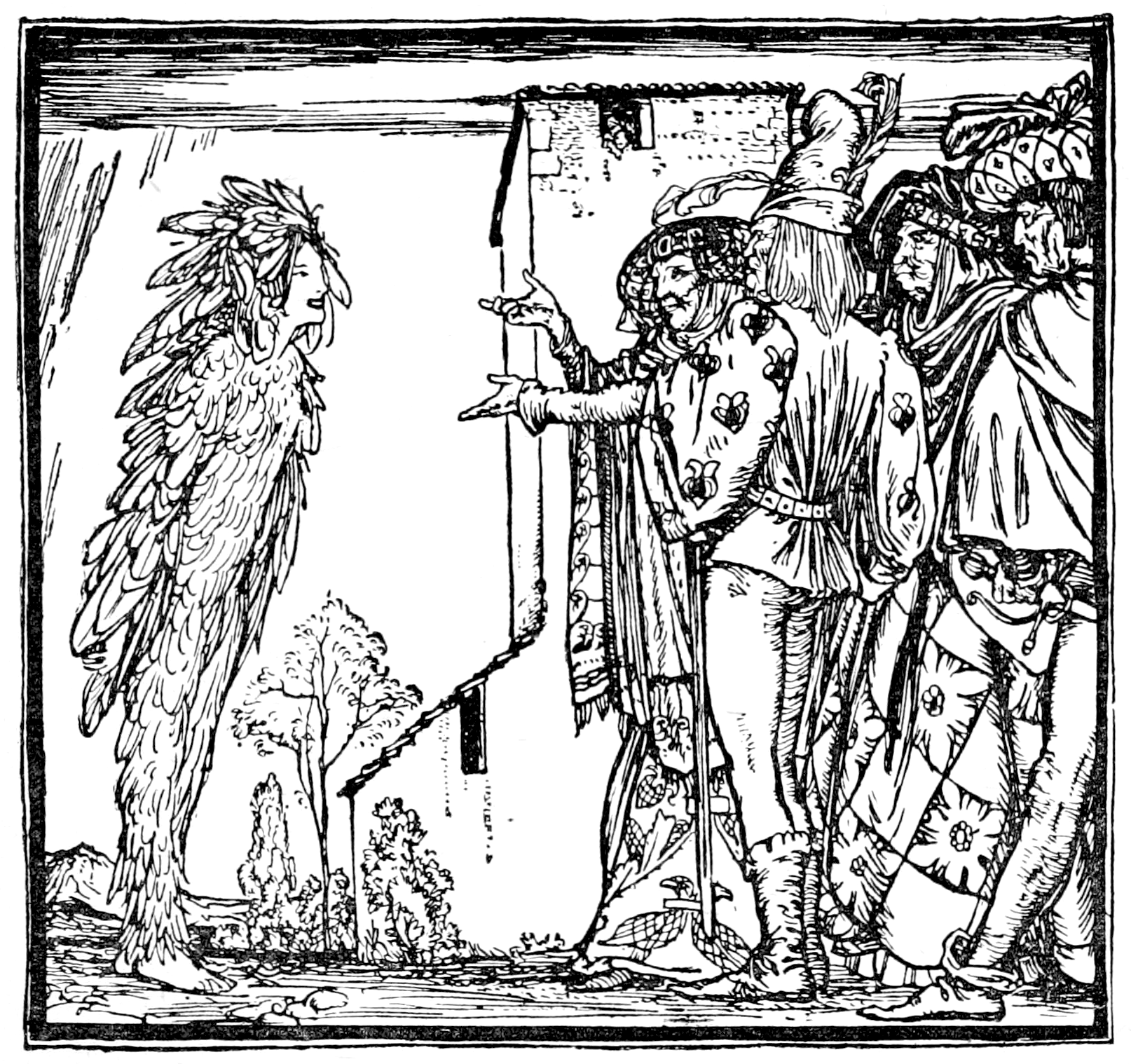
Illustration von Robert Anning Bell, 1912

Das Märchen beschreibt, wie nacheinander die drei schönen Töchter eines Mannes durch einen arglistigen Zauberer entführt werden. Jedes der Mädchen bekommt, als der Hexenmeister sein Haus eines Tages verlassen muss, einen Schlüssel und ein Ei zur Aufbewahrung ausgehändigt mit der Auflage, das Ei zu hüten und den Schlüssel, der zu einer Kammer gehört, nicht zu benutzen.
Die beiden ersten Mädchen scheitern an dieser Aufgabe und werden in dem Raum, den sie trotz Verbot öffnen, geschlachtet. Das dritte Mädchen geht aber hinreichend vorsichtig vor und bleibt nicht nur unentdeckt, sondern vermag sogar, die Schwestern wieder zu lebenden Menschen zusammenzusetzen. Sie schickt den heimgekehrten Zauberer, der sie nach der vermeintlich bestandenen Prüfung nun heiraten will, mit einem Korb voll Gold zu ihrem Vater. Die beiden wiederbelebten Schwestern aber werden in dem Korb versteckt und so von dem Zauberer unter Mühen wieder heim getragen.
Derweil so die älteren Schwestern nach Hause gelangen, treffen bereits die Hochzeitsgäste des Hexenmeisters ein. Das Mädchen verlässt nun selbst das Haus, wälzt sich vorher aber erst in Honig und dann in den Federn eines Bettes, um als Fitchers Vogel entkommen zu können. Die Gäste werden im Vorbeigehen aufgefordert, das Hexenhaus zu betreten. Ein zu diesem Zweck arrangierter Totenkopf gaukelt die Anwesenheit der Braut vor. Als schließlich die Gäste im Haus sind und auch der heimkehrende Zauberer sich zu ihnen gesellt hat, vermag die herbeigeeilte Verwandtschaft der Mädchen nun, indem sie das Haus anzündet, „den Hexenmeister mitsamt seinem Gesindel“ zu töten.

## Herkunft

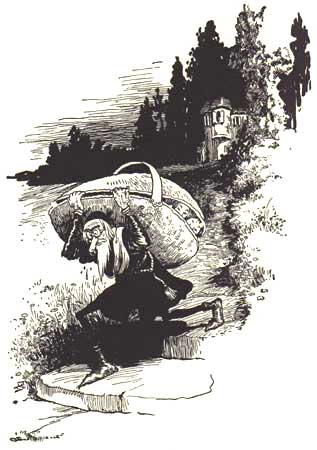
Illustration von John B. Gruelle, (1914)

Grimms Anmerkung notiert zur Herkunft „zwei Erzählungen aus Hessen“ (von Friederike Mannel aus Allendorf an der Landsburg und von Dortchen Wild aus Kassel, Wilhelm Grimms späterer Frau) und skizziert Abweichungen „aus dem Hanöverischen“ (wohl von Georg August Friedrich Goldmann aus Hannover): Die Töchter sollen dem Holzhacker Essen bringen, er markiert dafür den Weg mit Erbsen (wie in KHM 40 Der Räuberbräutigam), aber drei Zwerge leiten sie zu ihrer Höhle, wo sie in ein Zimmer nicht gehen dürfen. Als die Zwerge mit den älteren unterwegs sind, bedeckt sich die Jüngste mit Blut und Federn, stellt einen Wisch mit ihren Kleidern an den Herd, und begegnet Füchsen, Bären und schließlich den Zwergen, die fragen „geputzter Vogel, wo kommst du her?“ „Aus der Zwergenhöhle, da machen sie sich zur Hochzeit bereit“. Als sie nachkommen, entwischt sie in ihr Vaterhaus, dessen Tür ihr die Ferse abschlägt.
Grimms nennen Pröhles Märchen für die Jugend Nr. 7, Erik Rudbek „2, 187“ (das Schiefer „S. 609“ anführe) und vergleichen „isländ. Fitfuglar“, zum auf dem Rücken tragen „Rosmer in den altdänischen Liedern“, zum unauslöschbaren Blut eine Erzählung in Gesta Romanorum, KHM 66 Häsichenbraut, Becherers „Thüring. Chronik (S. 307. 308)“. Sie bemerken die Ähnlichkeit zu Perraults Blaubart, den sie auf Deutsch hörten, aber ab der 2. Auflage aufgrund der Ähnlichkeit aus der Sammlung nahmen, auch die Erzählung bei Meier Nr. 38 scheine davon zu stammen. Sie nennen das Lied Ulrich und Ännchen in Des Knaben Wunderhorn „1, 274“. Blaubart sei ein Volksname für einen sehr bärtigen. Sie spekulieren einen Zusammenhang zu angenommener Heilwirkung von Jungfrauenblut bei Krankheiten wie Miselsucht, wozu sie auf Armer Heinrich „S. 173“ verweisen. Sie geben eine „holländische, hierher gehörige Sage“ wieder, die in der 1. Auflage als Das Mordschloß an Stelle 73 stand, und nennen noch ein schwedisches Volkslied bei Geyer und Afzelius „3, 94“, norwegisch bei Asbjörnsen „S. 237“, Die Geschichte des dritten Kalenders in 1001 Nacht.

## Vergleiche

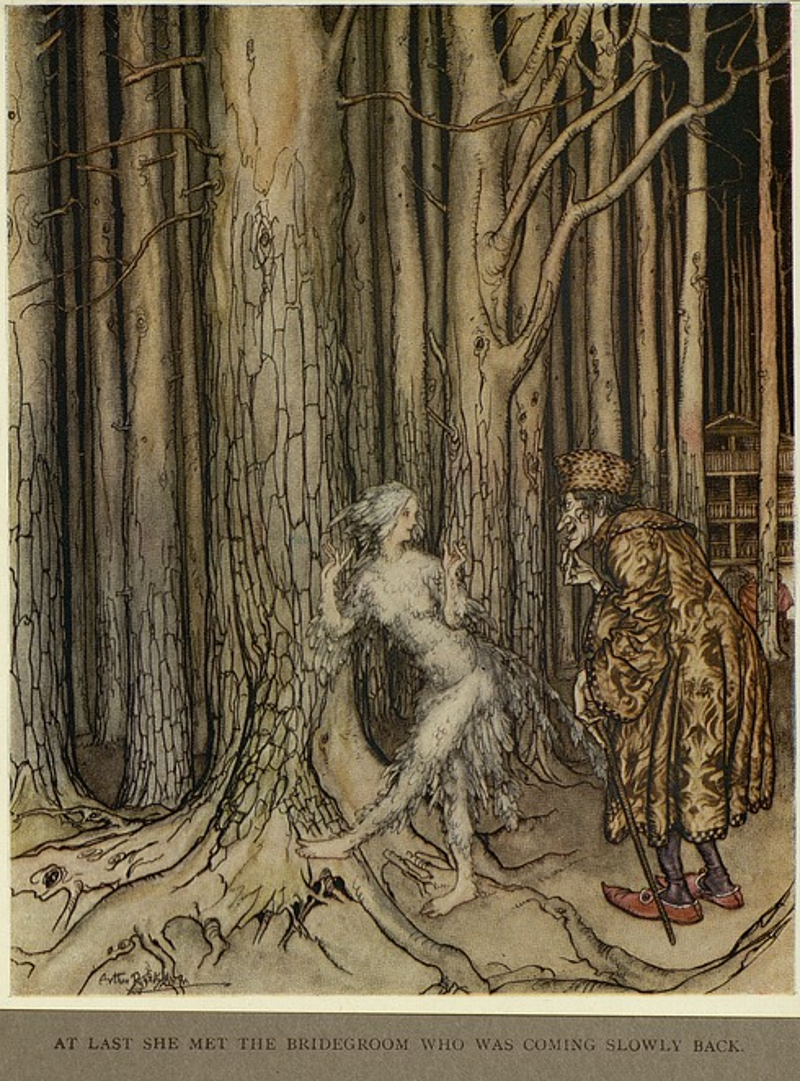
Illustration von Arthur Rackham, 1917

Vgl. zu verbotener Kammer und heilendem Jungfrauenblut auch Grimms Anmerkung zu KHM 6 Der treue Johannes. Vgl. in Giambattista Basiles Pentameron II,8 Die kleine Sklavin, IV,6 Die drei Kronen. Vgl. Die drei Bräute, Die hoffärtige Braut und Das goldene Ei in der Erstausgabe sowie Das Märchen vom Ritter Blaubart, Der goldne Rehbock und Die schöne junge Braut in der letzten Ausgabe von Ludwig Bechsteins Deutsches Märchenbuch und Der Wandergeselle in Neues deutsches Märchenbuch. Teeren und Federn gibt es auch in Ulrich Jahns Volksmärchen aus Pommern und Rügen, Nr. 50 Das Nüllingkücken, Nr. 51 Der Tabak.
Der Märchenforscher Hans-Jörg Uther bemerkt die aktive, ideenreiche Rolle der Frau, wo sie in den älteren, auf Perrault zurückgehenden Fassungen mehr oder minder freiwillig den reichen Mann heiratet und von anderen gerettet wird. Vgl. zum Wiederbeleben auch Märchen wie KHM 81 Bruder Lustig.
Das Motiv 2 Mädchen versteckt in einer Kiepe nach Hause zu tragen, während der Träger sich durch die Stimme aus der Kiepe beobachtet fühlt, kommt ebenso in dem russischen Volksmärchen "Mischka der Bär" vor.

## Interpretation
Fitchers Vogel ist ein Märchen um Entführung, Verbot und Neugier und obsiegende List. Dass es sich um eine Verknüpfung zweier Erzählstränge handelt, beschreibt schon der Anhang der Grimmschen Ausgabe. Hiermit mag sich auch erklären, dass der zielstrebig vorgehende Mädchenmörder bei dem dritten Mädchen in eine beinahe unglaubwürdige Naivität herabsinkt. Das Märchen weist Ähnlichkeiten mit Der Räuberbräutigam, Blaubart und Das Mordschloß aus der Sammlung auf (verbotene Tür auch in Marienkind). Ob mit „Fitcher“ nun, wie naheläge, der Hexenmeister selbst benannt wurde, bleibt offen. Grimms Anmerkung versucht die Herleitung von „isländ. Fitfuglar Schwimmvögel“.
Laut Wilhelm Salber passt das Märchen zu Erwachsenen, die frühe Lebensverhältnisse immer bruchstückhaft wiederholen, im Versuch sie umzudrehen.

## Bearbeitungen
In Gregory Frosts Fantasy-Roman Fitcher’s Brides steht der Hexer einer Endzeitsekte vor. In Alethea Kontis’ Parodie Blood from Stone putzt sie nach seinen Ritualen, heiratet ihn und nennt ihn auch „Fitcher“. Die englische Wikipedia nennt noch ein Theaterstück Fitcher's a Bastard, but his bird's alright der Gruppe BooTown, 2007, ein Fotokunstwerk von Cindy Sherman und ein Spiel namens Identity V.